# African Cup of Champions Clubs 1977
Der African Cup of Champions Clubs 1977 war die 13. Ausgabe des jährlichen Fußballwettbewerbs, dem African Cup of Champions Clubs. Am Wettbewerb nahmen 24 Teams statt.
Hafia FC aus Guinea gewann den Titel und wurde zum dritten Mal Sieger des Wettbewerbs.

## 1. Runde
|                         | Gesamt          |                         | Hinspiel | Rückspiel |
| ----------------------- | --------------- | ----------------------- | -------- | --------- |
| ASC Diaraf              | 5:0             | AS Garde Nationale      | 3:0      | 2:0       |
| Horseed FC              | 1:4             | al Ahly Kairo           | 1:1      | 0:3       |
| Olympic Niamey          | 4:6             | Al-Medina               | 2:4      | 2:2       |
| Gor Mahia               | 3:3 (5:3 i. E.) | Yamaha Wanderers        | 1:2      | 2:1       |
| Vautour Club Mangoungou | 4:8             | Diables Noirs           | 2:4      | 2:4       |
| Kampala City Council FC | 4:0             | Mechal Army             | 1:0      | 3:0       |
| Mufulira Wanderers      | 3:3             | Maseru United           | 1:1      | 2:2       |
| Union Douala            | 3:0             | Silures Bobo-Dioulasso  | 2:0      | 1:0       |
| Tout Puissant Mazembe   | 1:4             | FC Lomé 1               | 1:1      | 0:3       |
| UDIB                    | 0:6             | Djoliba AC              | 0:1      | 0:5       |
| Saint Joseph Warriors   | 2:5             | Accra Hearts of Oak     | 1:3      | 1:2       |
| Simba SC                | w.o             | Mbabane Highlanders FC  | w.o      |           |
| SC Gagnoa               | w.o             | AS Tempête Mocaf Bangui | w.o      |           |

## Achtelfinale
|                            | Gesamt          |                     | Hinspiel | Rückspiel |
| -------------------------- | --------------- | ------------------- | -------- | --------- |
| ASC Diaraf                 | 2:3             | Accra Hearts of Oak | 1:1      | 1:2       |
| al Ahly Kairo              | 7:3             | Al-Medina           | 7:2      | 0:1       |
| Gor Mahia                  | 4:5             | Mufulira Wanderers  | 2:1      | 2:4       |
| Diables Noirs              | 1:2             | Hafia FC            | 0:1      | 1:1       |
| Kampala City Council FC    | 3:4             | MC Alger            | 1:1      | 2:3       |
| Union Douala               | 2:2 (3:4 i. E.) | FC Lomé 1           | 1:1      | 1:1       |
| Kwara Water Corporation FC | 1:0             | Simba SC            | 0:0      | 1:0       |
| SC Gagnoa                  | 2:4             | Djoliba AC          | 1:3      | 1:1       |

## Viertelfinale
|                            | Gesamt |                     | Hinspiel | Rückspiel |
| -------------------------- | ------ | ------------------- | -------- | --------- |
| al Ahly Kairo              | 1:3    | Accra Hearts of Oak | 1:0      | 0:3       |
| MC Alger                   | 2:3    | Mufulira Wanderers  | 2:1      | 0:2       |
| Kwara Water Corporation FC | 4:5    | Hafia FC            | 4:2      | 0:3       |
| Djoliba AC                 | 1      | FC Lomé 1           | 2:0      | 0:1       |

1 Djoliba AC wurde ausgeschlossen, Lomé 1 für nächste Runde qualifiziert

## Halbfinale
|                    | Gesamt |                     | Hinspiel | Rückspiel |
| ------------------ | ------ | ------------------- | -------- | --------- |
| Mufulira Wanderers | 5:5    | Accra Hearts of Oak | 5:2      | 0:3       |
| FC Lomé 1          | 2:3    | Hafia FC            | 2:1      | 0:2       |

## Finale
|                     | Gesamt |          | Hinspiel | Rückspiel |
| ------------------- | ------ | -------- | -------- | --------- |
| Accra Hearts of Oak | 2:4    | Hafia FC | 0:1      | 2:3       |